# Matteo Visioli
Matteo Visioli (ur. 20 lipca 1966 w Parmie) – włoski duchowny katolicki, podsekretarz Kongregacji Nauki Wiary w latach 2017–2022.

## Życiorys
9 maja 1992 otrzymał święcenia kapłańskie i został inkardynowany do diecezji Parmy. Po studiach specjalistycznych w Rzymie został mianowany wikariuszem biskupim oraz proboszczem kilku parafii. Był też wykładowcą instytutów w Parmie i w Wenecji oraz Papieskiego Uniwersytetu Gregoriańskiego.
12 września 2017 został mianowany przez papieża Franciszka podsekretarzem Kongregacji Nauki Wiary. Funkcję tę pełnił do 2022.